# بيلي تود
بيلي تود (بالإنجليزية: Billy Todd)‏ هو مغني أمريكي، ولد في 26 سبتمبر 1929، وتوفي في 30 نوفمبر 2008.